# Châtelaudren-Plouagat
Châtelaudren-Plouagat – gmina we Francji, w regionie Bretania, w departamencie Côtes-d’Armor. W 2013 roku liczba ludności wynosiła 3792 mieszkańców. 
Gmina została utworzona 1 stycznia 2019 roku z połączenia dwóch ówczesnych gmin: Châtelaudren oraz Plouagat. Siedzibą gminy została miejscowość Plouagat. 